# Aéroport de Kobuk
L'aéroport de Kobuk est un aéroport public situé à Kobuk, une ville du borough de Northwest Arctic de l'État américain de l'Alaska.
Selon la Federal Aviation Administration, cet aéroport a enregistré 1176 embarquements de passagers (embarquements) au cours de l'année civile 2008, 1 048 en 2009 et 1 255 en 2010. Le Plan national des systèmes aéroportuaires intégrés (en) pour 2011-2015 le classe comme installation d'aviation générale (la catégorie services commerciaux nécessite au moins 2500 embarquements par an).

## Installations
L'aéroport de Kobuk occupe une superficie de 68 hectares à une altitude de 43 mètres. Il possède une piste orientée 9/27 avec une surface de gravier mesurant 1 225 mètres.

## Compagnies et destinations
La compagnie aérienne suivante propose un service passagers régulier:
| Compagnie  | Destinations                    |
| ---------- | ------------------------------- |
| Bering Air | Ambler, Kotzebue, Shungnak (en) |

Avant sa faillite et la cessation de toutes ses opérations, Ravn Alaska desservait l'aéroport.

### Statistiques
| Rang | Destination    | Aéroport                                       | Passagers | Passagers |
| Rang | Destination    | Aéroport                                       | 2013      | 2012      |
| ---- | -------------- | ---------------------------------------------- | --------- | --------- |
| 1    | Kotzebue       | Aérodrome de Kotzebue                          | 1190      | 1040      |
| 2    | Shungnak       | Aéroport de Shungnak (en)                      | 130       | 130       |
| 3    | Ambler         | Aéroport d'Ambler                              | 30        | 20        |
| 4    | Selawik        | Aéroport de Selawik (en)                       | 30        | 20        |
| 5    | Noorvik        | Aéroport Robert (Bob) Curtis Memorial (en)     | 20        | 10        |
| 6    | Kiana          | Aéroport Bob Baker Memorial (en)               | 20        | 10        |
| 7    | Fairbanks      | Aéroport international de Fairbanks            | 10        | <10       |
| 8    | Prospect Creek | Aéroport de Prospect Creek (en)                | <10       | <10       |
| 9    | Barrow         | Aéroport Wiley Post-Will Rogers Memorial (en)  | <10       | <10       |
| 10   | Anchorage      | Aéroport international d'Anchorage Ted-Stevens | <10       | <10       |